# Palmdale, California
Palmdale este un oraș din California, SUA. Se află la o altitudine de 810 m deasupra nivelului mării. Are o suprafață de 275,086689 km². Populația este de 169.450 locuitori, determinată în 1 aprilie 2020, prin recensământ.